# 魯宗之
魯 宗之（ろ そうし、生年不詳 - 415年）は、東晋末の軍人。字は彦仁。本貫は扶風郡郿県。

## 経歴
東晋の太元末年、郷里から襄陽に出て、官を歴任し南陽郡太守となった。義熙元年（405年）に起兵して、楚の雍州刺史桓蔚を攻撃し、襄陽を陥落させた。さらに桓振の部将の温楷を柞渓で撃破した。紀南に進軍して桓振に敗れたが、劉毅と劉道規が江陵を陥落させたため、桓振は撤退し宗之は追撃を逃れた。宗之は功績により輔国将軍・雍州刺史に任じられ、霄城県侯に封じられた。義熙6年（410年）、桓謙・苟林が江陵に迫ると、宗之は軍を率いて江陵の援軍に駆けつけた。宗之は劉道規に江陵の守備を委ねられ、劉道規が諸軍を率いて桓謙・苟林を撃破した。宗之は平北将軍の号を受けた。
義熙8年（412年）、劉裕が劉毅を討つと、宗之は江陵で劉裕と合流して戦った。劉毅の兄の劉模が襄陽に逃れると、宗之はこれを捕らえて斬った。6月、鎮北将軍の号を受けた。義熙9年（413年）4月、南陽郡公に封じられた。宗之は劉裕の隷下になかったが、しばしば軍功を立てたため、劉裕に排除されるのではないかと疑心を抱いた。義熙11年（415年）、司馬休之とともに劉裕の討伐を受け、敗れると後秦に亡命した。ほどなく病没した。
子に魯軌があった。

## 伝記資料
- 『宋書』巻74 列伝第34
- 『南史』巻40 列伝第30